# FK Pirmasens
FK Pirmasens – niemiecki klub piłkarski, grający obecnie w Oberlidze Südwest (odpowiednik piątej ligi), mający siedzibę w mieście Pirmasens, leżącym w Nadrenii-Palatynacie.

## Historia
- 10.06.1903 - został założony jako FC Pirmasens[1]
- 1905 - odłączenie się od klubu SK 1905 Pirmasens'[1]
- 19.02.1919 - połączył się z SK 1905 Pirmasens tworząc SG 05 Pirmasens[1]
- 1919 - odłączenie się od klubu SG 05 Pirmasens[1]

## Sukcesy
- 17 sezonów w Oberlidze Südwest (1. poziom): 1945/46 i 1947/48-1962/63.
- 1 sezon w Landeslidze Westpfalz (2. poziom): 1946/47.
- 11 sezonów w Regionallidze Südwest (2. poziom): 1963/64-1973/74.
- 4 sezony w 2. Bundeslidze Süd (2. poziom): 1974/75-1977/78.
- 14 sezonów w Amateur-Oberlidze Südwest (3. poziom): 1978/79-1991/92.
- 1 sezon w Regionallidze West/Südwest (3. poziom): 1999/00.
- 1 sezon w Regionallidze Süd (3. poziom): 2006/07.
- 1 sezon w Verbandslidze Südwest (4. poziom): 1992/93.
- 9 sezonów w Oberlidze Südwest (4. poziom): 1997/98-1998/99, 2000/01-2005/06 i 2007/08.
- 1 sezon w Landeslidze Südwest Gruppe West (5. poziom): 1993/94.
- 2 sezony w Verbandslidze Südwest (5. poziom): 1995/96-1996/97.
- 3 sezony w Oberlidze Südwest (5. poziom): 2008/09-nadal.
- 1 sezon w Landeslidze Südwest Gruppe West (6. poziom): 1994/95
- mistrz Oberliga Südwest (1. poziom): 1958, 1959 i 1960 (gra o Mistrzostwo Niemiec)
- wicemistrz Oberliga Südwest (1. poziom): 1954 i 1962 (gra o Mistrzostwo Niemiec)
- mistrz Landesliga Westpfalz (2. poziom): 1947 (awans do Oberligi Südwest)
- mistrz Regionalliga Südwest (2. poziom): 1966 (przegrywa baraże o awans do Bundesligi)
- wicemistrz Regionalliga Südwest (2. poziom): 1964, 1970 i 1971 (przegrywa baraże o awans do Bundesligi)
- mistrz 2. Bundesliga (2. poziom): 1975 (przegrywa baraże o awans do Bundesligi)
- mistrz Oberliga Südwest (4. poziom): 1999 (awans do Regionalligi West/Südwest) oraz 2006 (awans do Regionalligi Süd)
- mistrz Verbandsliga Südwest (5. poziom): 1997 (awans do Oberligi Südwest)
- mistrz Landesliga Südwest Gruppe West (6. poziom): 1995 (awans do Verbandsligi Südwest)
- mistrz Südwest Pokal (Puchar Południowego-Zachodu): 1999 i 2006